# Project Peach
Project Peach è l'album di debutto del cantautore inglese Sakima, pubblicato il 16 agosto 2019 dalla casa discografica Sakima.

## Tracce
Testi di Isaac Sakima eccetto dove indicato.
1. Holy Water – 3:06
2. God Fearing Men – 3:33
3. Pity Party – 3:33
4. Love You Less – 2:59 (testo: Isaac Sakima, Sarah Blanchard)
5. Sweet Nothing – 2:48
6. Virtus Domum – 3:03
7. The Very Same – 2:59